# 多依娜·什内普-伯兰
多依娜·什内普-伯兰（羅馬尼亞語：Doina Șnep-Bălan，1963年12月10日—），罗马尼亚女子赛艇运动员。她曾代表罗马尼亚参加1984年、1988年和1992年夏季奥林匹克运动会赛艇比赛，获得三枚银牌和一枚铜牌。